# Legmoin
Legmoin là một tổng thuộc  tỉnh Noumbiel ở đông nam Burkina Faso. Thủ phủ là thị xã Legmoin.

## Các làng, xã
Bognateon, Bopiel, Dakpolo–Folapouo, Dakpolo–Gompar, Dankana, Dankana–Ipala, Dankana–Nabagone, Dassara, Dazouba, Delouteon, Douotaon, Ferkane, Galire, Kala, Kiriblé, Koulbie, Koule, Kour, Kpadier, Nibieteon, Opor–Badouor, Opor–Kakalapouor, Opor–Seguere, Opor–Tankoli, Ouadiel, Ouelba, Palior, Piri, Pontiel, Silom–Bagone, Silom–Dabori, Silom-Folapouo, Silom-Nabateon, Tiekel, Toupar, Voube-Gompar, Voube-Tanzou, Yapoteon, Zinka-Folapouo, Zinka-Kpoko, Zinka-Tol, Zinsiere, Zinzour và Zinzour-Polo.